# 阴谋办公室
《阴谋办公室》（英語：Inside Job）是一部竹內紫苑为Netflix创作的美国成人动画电视剧。《神秘小镇大冒险》的作者亚历克斯·赫什与竹內紫苑一起作为本片的执行导演。兩人亦與《馬男波傑克》導演迈克·霍林斯沃思擔任共同執行製作人。
該劇因其文筆、幽默、動畫、配音和社會評論而獲得好評。系列于2021年10月22日在Netflix首播。原於2022年6月續訂共有20集的第二季(2022年上架的第二季實際為第一季的第二部分)。第一季第二部分於2022年11月18日發佈。然而，2023年1月8日，竹內宣布Netflix取消了該系列，使該劇在第一季留下的懸念中結束。

## 剧情简介
在这部以美国华盛顿特区為總部的影子政府组织──显影公司（Cognito,Inc.）为背景的职场喜剧中，每一个阴谋论都是真实的。該公司亦是控制地球的6個組織之一（其他組織是光明會、亞特蘭提斯、爬蟲變形者、天主教會和Juggalo幫派)。一个科技天才在这个充满外星爬蟲人、人型海豚雜種和來自地球空洞的通灵蘑菇的公司中试图让公司的活动不暴露于公众视野中，并且和她的新伙伴一起尝试揭开“隐藏在暗处”的世界秘密。
部分集數的主要劇情圍繞著這些陰謀論：肯尼迪遇刺（第2集），爬蟲變形者（第3集））、現代地平說（第6集）、登月陰謀論（第8集）、石猿論（第13集）以及曼德拉效應（第17集）。該系列還包括其他幾個陰謀論，但不是該些集數的主題。

## 角色

### 主要角色
- 麗茲·卡潘[13]飾演芮根·雷德利 (英語：Reagan Ridley)；一位才華橫溢但社交尷尬和脾氣暴躁的日裔美國人機器人工程師，在醒目公司工作，她相信社會本身可以改善，在管理她不負責任的同事的同時尋求幫助一路上令人垂涎的晉升。竹內稱芮根是一位「想讓世界變得更美好」的領導人。[14] 她的朋友、家人和同事經常暗示她患有亞斯伯格症，但她始終否認這一點。在第2部分的結尾，在她的父親被送往影子監獄X後，她被任命為顯影公司的首席執行官。
- 克里斯蒂安·史莱特[13]飾演蘭德爾．“蘭德”．雷德利 (英語：Randall "Rand" Ridley)；芮根的父親，民子的前夫。偏執的美國白人醒目公司前首席執行長兼聯合創始人，在差點揭露深層政府並試圖炸毀太陽作為他治癒皮膚癌的「解決方案」後被解僱。他與女兒芮根住在一起，喝大量的乙醇，並密謀報復他的前雇主。是個不懂得給予情感支持的父親，稱家庭關係是一場實驗，讓芮根後來發現自己害怕擁抱，也不擅於維繫人際關係。在第一季結束時，由於他持有公司大部分股份，影子董事會恢復了他的醒目公司執行長職位。然而，在第二季中，他在使用名為「重啟計劃」的現實改變機器差點摧毀宇宙後被捕並被監禁在影子監獄X。
- 克拉克·杜克（英语：Clark Duke）[13]飾演布雷特·漢德 (英語：Brett Hand)；來自華盛頓特區的美國白人，畢業於耶魯大學。家境富裕，但父母認為他不夠優秀，經常對他差別待遇，回家也只能住在大宅外的樹屋裡。是個喜討好他人的兄弟會成員，但實際上是敏感又愛心，希望幫助他的朋友和同事發揮出最好的一面。雇用的部分原因是他的大眾臉使臉部辨識系統無法檢測到他。夢想是成為一名木偶設計師（英语：Puppet designer）。
- 提莎·坎贝尔（英语：Tisha Campbell）[13]飾演吉吉．湯普森 (英語：Gigi Thompson)；來自喬治亞州亞特蘭大的非裔美國公共關係官員（英语：Public relations officer）。她是醒目公司語速很快的媒體操縱和潛意識訊息主管，也是辦公室的八卦女王。她也是一個調情高手，經常追隨布雷特並不斷評論他的外表。過去曾經想進入光明會工作。
- 约翰·迪·玛吉欧[13]飾演格倫．多夫曼 (英語：Glenn Dolphman)；醒目公司的沙文主義軍事顧問和軍械庫負責人，自願參加了一次失敗的超級士兵實驗，並從一位英俊的美國白人退伍軍人變成了醜陋的人型海豚混雜種。
- 博比·李（英语：Bobby Lee）[13]飾演安德烈．李博士 (英語：Dr. Andre Lee)；一位自由奔放但焦慮的韓裔美國生物化學家，他嘗試了一系列不尋常的麻醉劑，並且還對他創造的一些完全相同的藥物上癮。
- 布雷特·吉爾曼[13]飾演邁克．瑟倫；一個來自空心地球深處蜂巢思維的靈能蘑菇狀有機體，有著冷漠、諷刺的舉止和讀懂人們思想的能力。該劇的開場暗示，當他的物種的孢子被古代猿猴吃掉時，他的物種無意中帶來了人類的進化，這一點在「芮根和麥歇爾的蜂巢學校聚會」這一集中得到了證實。邁克還提供純生物山梨酸鹽，這是該公司用於製造記憶消除槍的化學物質，他們必須從他身上榨取這種化學物質。
- 安迪·达利[13] 飾 傑爾．沙姆波 (英語：J.R. Scheimpough)；醒目公司的前執行長兼聯合創始人，一位狡猾的健談者，可以透過談話擺脫潛在的妥協困境。在第一季結尾因試圖挪用公司退休基金購買火山島巢穴，被通過管道送往影子監獄X。後來他逃脫並重新加入醒目公司，儘管是以作為實習生的身份。然後在第二季接近尾聲時因「重啟計劃」幾乎摧毀了宇宙而被重新逮捕到影子監獄X。
- 克里斯·达玛托普拉斯[15]飾演Alpha-Beta；一個有感知能力的機器人，最初設計用作「ROBOTUS」（美國總統的機器人替代品）。芮根讓他看完臉書後，認定人類已經沒救，試圖征服世界。一陣苦戰後，芮根將他鎖在顯影公司的地下室，並用《六人行》劇集賄賂他，以便他幫助她實施各種計劃。在第二季，他與芮根的母親短暫約會後，進化成了具有同理心的人工智慧。

### 常設角色
- 中村秀智（英语：Suzy Nakamura）[16]飾演民子．雷德利 (英語：Tamiko Ridley)，她是雷根的浪漫小說家母親，也是蘭德的前妻，在經歷了35年不盡人意的婚姻後，她變得在性方面充滿冒險精神。
- 亞當．斯科特飾演羅恩．施特勒 (英語：Ron Staedtler)（第二部分）：負責抹除他人記憶的光明會成員，他和雷根一樣，對自己的工作深感不滿，並與工作的道德準則作鬥爭。他和芮根在一個影子政府員工支持小組相識，並陷入了浪漫的糾葛。
- 亚历克斯·赫什（英语：Alex Hirsch）[17]飾演「草」諾爾·阿特金森 (英語："Grassy" Noel Atkinson)，醒目公司的年長頂級刺客，也是甘迺迪刺殺事件的實際刺客。
- 朗·方雀斯（英语：Ron Funches）[18]飾演艾利歐特·莫斯曼 (英語：Elliot Mothman)，人力資源部主管，名副其實的天蛾人。
- 雪莉·歐特麗[19]飾演Dupli-Kate，醒目公司克隆部門的負責人。她的頭部一側有一個有知覺的複製人腫瘤。
- 喬許·羅伯特·湯普森（英语：Josh Robert Thompson）[15]飾演特工拉夫·馬斯特斯(英語：Agent Rafe Masters)，一位英國特工和類似占士邦的間諜，他與芮根有一夜情，並在她拒絕後一再死纏爛打。

### 客串角色
- 威廉·傑克森·哈珀[20]飾演布萊恩·雅各布森 (英語：Bryan Jacobsen)和布萊恩機器人
- 凱文·麥可·理查森[19]
- 安娜·蓋斯泰爾（英语：Ana Gasteyer）[19]
- 格蕾·德萊爾[15]飾演泰勒絲
- 埃里克·鮑扎（英语：Eric Bauza）[19]
- 蓋瑞·科爾[19]
- 達利斯·約翰遜[21]
- 勞倫·拉普庫斯（英语：Lauren Lapkus）[19]飾演迪尼
- 凱特·米庫奇（英语：Kate Micucci）[19]飾演查理
- 德魯·塔弗（英语：Drew Tarver）[19]
- 詹姆斯·阿多米安（英语：James Adomian）[22]
- 妮可·沙利文（英语：Nicole Sullivan）[19]飾演格溫妮絲·帕特羅
- 柴克瑞·昆杜飾演骷髏手指博士 (英語：Doctor Skullfinger)，拉夫·馬斯特斯的宿敵
- 亨利·温克勒[19]飾演梅爾文·斯圖波維茨 (英語：Melvin Stupowitz)；受僱扮演伯茲·艾德林的演員，真正的伯茲住在月球上。
- 迪布拉·威爾遜（英语：Debra Wilson）[19]飾演奧花·雲費和碧昂絲
- 馬克斯·米特爾曼（英语：Max Mittelman）[19]
- 弗瑞德・塔塔薛瑞（英语：Fred Tatasciore）[19]飾演青蛙
- 威爾·布拉格羅夫[15]飾演Jay-Z和一個危機演員
- 羅傑·克雷格·史密斯飾演基努·里維斯

## 集數
| 第部 |    |                                                                    |                                 |                                                                                            |                |
| 1    | 1  | 虛位元首 Unpresidented                                             | 皮特·米歇爾斯 維塔利·斯特羅庫斯 | 竹內紫苑                                                                                   | 2021年10月22日 |
| 2    | 2  | 複製人槍手 Clone Gunman                                            | 皮特·米歇爾斯 迈克·霍林斯沃思   | 切斯·米切爾                                                                                | 2021年10月22日 |
| 3    | 3  | 貴族藍血 Blue Bloods                                               | 維塔利·斯特羅庫斯               | 亚历克斯·赫什 亞倫·伯德特                                                                  | 2021年10月22日 |
| 4    | 4  | 性愛機器 Sex Machina                                               | 大衛·奧克斯                     | 亞當·萊德及伯克·斯科菲爾德                                                                 | 2021年10月22日 |
| 5    | 5  | 布萊特回到過去 The Brettfast Club                                  | 維塔利·斯特羅庫斯 麥克·伯蒂諾   | 劇本創作 ：麥克·道及戴文·凱利 故事構思 ：丹尼爾·基布爾史密斯                               | 2021年10月22日 |
| 6    | 6  | 我的地平婚禮 My Big Flat Earth Wedding                             | 大衛·奧克斯                     | 麥克·道和戴文·凱利                                                                         | 2021年10月22日 |
| 7    | 7  | 鬼影行動 Ghost Protocol                                            | 皮特·米歇爾斯 迈克·霍林斯沃思   | 切斯·米切爾                                                                                | 2021年10月22日 |
| 8    | 8  | 伯兹行動 Buzzkill                                                  | 維塔利·斯特羅庫斯               | 阿麗莎·布羅菲和史考特·邁爾斯                                                               | 2021年10月22日 |
| 9    | 9  | 追捕內鬼 Mole Hunt (Part 1)                                        | 大衛·奧克斯                     | 亞當·萊德及伯克·斯科菲爾德                                                                 | 2021年10月22日 |
| 10   | 10 | 探索雷根 Inside Reagan (Part 2)                                    | 莫莉·赫爾姆斯 維塔利·斯特羅庫斯 | 阿麗莎·布羅菲及史考特·邁爾斯 竹內紫苑                                                      | 2021年10月22日 |
| 第部 |    |                                                                    |                                 |                                                                                            |                |
| 11   | 11 | 雷根找回工作動力 How Reagan Got Her Grove Back                     | 大衛·奧克斯                     | 切斯·米切爾 竹內紫苑                                                                       | 2022年11月18日 |
| 12   | 12 | 哇喔，不死族 Whoas-Feratu                                          | 麥克·伯蒂諾                     | 劇本創作 ：阿麗莎·布拉菲、麥克·道、戴文·凱利及史考特·摩爾斯 故事構思 ：丹尼爾·基布爾史密斯 | 2022年11月18日 |
| 13   | 13 | 雷根和邁克的巢群高中同學會 Reagan & Mychelle's Hive School Reunion | 莫莉·赫爾姆斯                   | 麥克·道 戴文·凱利                                                                          | 2022年11月18日 |
| 14   | 14 | 避免教宗發展愛 We Found Love in a Popeless Place                   | 大衛·奧克斯                     | 亞當·萊德及伯克·斯科菲爾德                                                                 | 2022年11月18日 |
| 15   | 15 | 布萊特的新工作 Brettwork                                           | 韓娜·曹 維塔利·斯特羅庫斯       | 阿麗莎·布羅菲及史考特·邁爾斯                                                               | 2022年11月18日 |
| 16   | 16 | 羅恩的感染力 Rontagion                                             | 莫莉·赫爾姆斯                   | 麥克·道及戴文·凱利                                                                         | 2022年11月18日 |
| 17   | 17 | 重啟計畫 Project Reboot                                            | 麥克·伯蒂諾                     | 切斯·米切爾                                                                                | 2022年11月18日 |
| 18   | 18 | 阿普爾頓 Appleton                                                  | 大衛·奧克斯                     | 丹尼爾·基布爾史密斯及竹內紫苑                                                              | 2022年11月18日 |

## 製作和發行
2019年4月，Netflix訂購了該劇20集的製作。該劇被譽為Netflix Animation自家製的第一部成人動畫影集，2021年6月宣布該系列中的常規角色將由安迪·达利、博比·李、约翰·迪·玛吉欧、提莎·坎贝尔和布雷特·吉爾曼配音。這是竹內2018年與Netflix達成協議後製作的第一部劇集，該協議旨在「為Netflix獨家開發新劇集和其他項目」。2021年6月，在安鍚國際動畫影展的Netflix Studio焦點小組會議上，展示了該系列的預告片。該劇是竹內創作的第一部劇集，也是她與Netflix合作的一部分，而赫希則稱他受到了20世紀90年代電視劇 (如《X 檔案》)的啟發。赫希和竹內也受到了《世界新聞周報》的啟發。
在接受Polygon的佩特拉娜·拉杜洛維奇 (英語：Radulovic)採訪時，竹內表示該劇的創作靈感來自她的大學時代，並表示“沒有什麼比劇中太奇怪的事情了”，只要劇情能夠發展下去她表示，劇中有些話題“對於她這個年齡的人來說有點太成人了”，但她表示，能夠在劇中談論這些話題“感覺很好”。她說製作成人動畫讓人感到害怕。
該劇於2021年10月22日在Netflix首播。10月24日至31日期間，該劇在Netflix上的全球觀看時間為21,240,000小時。第一季第二部分將於2022年11月18日上映。
2022年6月8日，Netflix續訂該劇第二季。2023年1月8日，竹內表示Netflix已撤銷第二季續訂並取消了該系列。Netflix的一位代表證實了這一點。

## 迴響
該系列劇獲得評論家普遍好評。《衛報》的查爾斯·布拉梅斯科 (英語：Charles Bramesco)將該系列描述為“每週超現實主義的形式”而《每日野獸》的尼克·沙格爾 (英語：Nick Schager)則將其描述為一部職場喜劇，它“愉快地嘲諷了我們大腦混亂的現實”，多次“尖銳地批判企業權力/性別動態”，同時強調了陰謀論的荒謬性，認為該節目與《乃出個未來》有一些相似之處。《好萊塢報導》的丹尼爾·范伯格 (英語：Daniel Feinberg)則持更為批評的態度，他表示陰謀論只是為了博人一笑，結果卻“斷斷續續”，並聲稱該劇將裡根的問題簡化為她父親的問題，但稱讚布雷特一個“可信的”角色弧線，並具有“很大的能量”。與范伯格類似的是《影音俱樂部》的凱文約翰遜 (英語：Kevin Johnson)，他批評該節目限制了事情的發展，受到了《特工老爹》、《冒險兄弟》、《間諜亞契》和《亞基拉》系列，但稱讚該劇的前提和笑話很有趣，並且「創作團隊很有才華」。《約會日記》(英語：Datebook)的克里斯·沃格納爾 (英語：Chris Vognar)則持更積極的態度，他表示這部劇“情節聰明，節奏明快”，並指出該劇仍然停留在現實世界，充斥著“辦公室政治、性別歧視、階級歧視、沙文主義、懷舊情緒”等內容，並同時讓觀眾關心雷根。《The Geekiary》的伯克利·赫爾曼 (英語：Burkely Hermann)則持不同觀點，他指出“怪異和成熟的主題”是該劇的核心，並將該劇與《駭客軍團》、《乃出個未來》、《崩壞夢王國》作比較，而雷根描述為一個患有社交焦慮的人物則不獨特，指出《太空中的埃及豔后 (電視連續劇)》、《奇幻貓頭鷹小屋》、《神娃之伊莎莉亞戰記》及《史帝芬宇宙》中都有着類似的角色，同時指出它“不屬於一般動畫情景喜劇模式”，並指出該系列中存在“酷兒編碼”。《Inverse (網站)》的亞倫·普魯納 (英語：Aaron Pruner)也提到了類似的主題，並表示該系列劇的核心是一個關於工作和家庭中不正常家庭的故事。《洛杉磯時報》的崔西·布朗 (英語：Tracy Brown)表示，該劇集讓“觀眾再次嘲笑陰謀論”，同時提供了“探索人物以及他們如何探索世界的背景”。
根據14條評論，評論聚合網站爛番茄報告稱，該片的好評率為79%，平均評分為7.2/10。

## 外部連結
- 在Netflix上觀看《阴谋办公室》
- 互联网电影数据库（IMDb）上《阴谋办公室》的资料（英文）